# خانه آقای حسنی اردکانی
منزل آقای حسنی اردکانی مربوط به دوره قاجار است و در شیراز، خیابان لطفعلیخان زند، کوچه ۱۲ امام واقع شده و این اثر در تاریخ ۲۶ اردیبهشت ۱۳۵۷ با شمارهٔ ثبت ۱۶۰۱ به‌عنوان یکی از آثار ملی ایران به ثبت رسیده است.
خانه حسنی اردکانی که درخیابان لطفعلی خان زند واقع شده است در سال ۱۳۵۷ خورشیدی به شماره ۱۶۰۱ درفهرست
آثار ملی ایران به ثبت رسیده است

## مرمت
مدیرکل میراث فرهنگی، صنایع دستی و گردشگری استان فارس، گفت: مرمت خانه تاریخی حسنی اردکانی شیراز که متعلق به دوره قاجاریه است با ۹۰ درصد پیشرفت فیزیکی دردست انجام است.
فریدون فعالی بیان داشت: با توجه به ارزش‌های تاریخی ومعماری خانه حسنی اردکانی عملیات مرمت این خانه تاریخی از محل اعتبارات سال گذشته و ازاواسط اسفند ماه ۹۰ آغازشد وهم اکنون مراحل پایانی آن نزدیک است.
احیای پوشش پشت بام این بنا همراه با تعویض تیرهای فرسوده، مرمت و تعویض شیر سرهای چوبی و اجرای آجرکاری دربخش‌های مورد نیازازمهمترین اقداماتی است که درمرمت این خانه تاریخی به مرحله اجرا درآمده است.

## تزئینات
از تزئینات این خانه ارزشمند تاریخی می‌توان به سقف‌های چوبی منقوش، آجرکاری و کاشیکاری سنتی، گچبری‌های زیبا و درک‌ها و ارسی‌ها با شیشه‌های رنگی، مشبک‌های سنگی و چلنگری اشاره کرد.